# Màrius Verdaguer Travesi
Màrius Verdaguer Travesi (Maó, 1885- Barcelona, 1963) fou un escriptor menorquí, un dels millors narradors d'avantguarda de la preguerra espanyola, poeta, dramaturg, pintor, copiós i traductor poliglot i periodista. Fill de Magí Verdaguer i Callís.
Es formà a Segòvia, on el seu pare fou catedràtic d'institut. Després passà a Mallorca, on publicà el 1908 una novel·la i un recull poètic. Es llicencià en dret a Barcelona el 1914, on fixà la seva residència i realitzà la seva vida professional. Mai exercí d'advocat i el mateix any va ingressar a El día gráfico com a redactor internacional. L'any següent el fitxa La Vanguardia també per portar la política internacional. Més endavant, el nou director Gaziel li encarregà la crítica literària i li va permetre també publicar articles sobre temes diversos, el que va posar de manifest la seva àmplia gamma d'interessos culturals. Fou un dels fundadors i el director de la revista Mundo Ibérico (1927-1928). El 1940 deixa La Vanguardia no per voluntat pròpia. També va treballar a la redacció del diari barceloní Las Noticias, fundat per Rafael Roldós.
Després d'un quart de segle d'aventures barcelonines, i amb el final de la Guerra Civil, Verdaguer va haver de marxar de Barcelona, recalant a Mallorca, on va col·laborar amb la revista Destino i amb Diario de Mallorca. El 1958 Mario Verdaguer va decidir tornar a la capital catalana, on moriria cinc anys després fruit d'una llarga malaltia.
Verdaguer va ser un intel·lectual molt complet, poeta modernista inicial, novel·lista estimable primer, modernista i avantguardista després, autor final d'una novel satírica (Un verano en Mallorca) i algun llibre de records (Medio siglo de vida íntima barcelonesa), deu novel·les que van comptar en el seu temps (sobretot Piedras y viento, La isla de oro, El marido, la mujer y la sombra i Un intelectual y su carcoma') i a més va publicar amb èxit traduccions de Goethe, Zweig, Jünger i Thomas Mann.
Deixà inèdites unes ambicioses memòries. Com a pintor, les seves obres quedaren gairebé inèdites en vida i mantenen influències de l'estampa japonesa i de l'expressionisme alemany i són fruit d'un pòsit avantguardista matisat pel seu característic lirisme d'intel·lectual contemplatiu i hipersensible.
Va rebre influències literàries per les dues branques familiars, ja que estava emparentat amb mossèn Jacint Verdaguer i amb el doctor Josep Miquel Guàrdia. Un any abans de morir, el 1962, va veure com s'incorporava el seu retrat a la Galeria municipal de l'Ajuntament de Maó, com a Menorquí Il·lustre.

## Obres publicades:[6]

### Poesia
- En el Ángelus de la tarde. Palma. Imprenta Amengual i Muntaner. 1908

### Novel·les
- La Venus llora. Palma. 1908
- La isla de Oro. Barcelona. Editorial Lux. 1926
- El marido, la mujer y su sombra. Barcelona. Lux. 1927
- Piedras y Viento. Barcelona. Lux. 1928
- Tres pipas. Barcelona. Editorial Lux. 1929
- La mujer de los cuatro fantasmas. Barcelona. Mentora.1931.
- Un intelectual y su carcoma. Barcelona. Apolo. 1934
- Un verano en Mallorca. Barcelona. Barna. 1959

### Teatre
- Sonido 13. Barcelona. Lux. 1930

### Memòries i records
- La ciudad desvanecida. Mallorca. Imprenta Alcover.1953
- Medio siglo de vida íntima Barcelonesa. Barcelona. Barna. 1954.
- Mario y Joaquín Verdaguer vistos el uno por el otro. Mahón. 1964.
- Medio siglo de vida íntima barcelonesa. Palma. Guillermo Canals, UIB, 2009

### Biografies
- Vida de Aldonza Lorenzo. Ed Estudio.
- Ana Grigorievna, segunda mujer de Dostoiewski, pròleg a Cartas de Dostoiewski a su mujer. Barcelona. Apolo. 1937
- Las mujeres de la Revolución. Barcelona. Apolo. 1932
- Rasputín. Barcelona. Apolo. 1932
- La dominación británica en Menorca. Panorama Balear 1952

### Traduccions
- BULTATVIC, M El gallo rojo vuela hacia el cielo. Barcelona. Plaza & Janes
- De VIGNY, Alfred. Vida y muerte del capitán Renaud o el bastón del Junco. Barcelona. Apolo.
- GOETHE, W Herman y Dorotea.
- ISTRATI, Panaït Mi tío Ánghel.
- JÜNGER, E. Tempestades de acero.
- LEVINSON, André. La patética vida de Dostoiwesky.
- MAINSTRE,X. La Joven siberiana.
- MAINSTRE, X El leproso de la ciudad de Aosta.
- MANN, Thomas. La montaña mágica. Barcelona.Apolo.
- PAPINI, G. Gog. Barcelona. Apolo.
- PAPINI, G Dante vivo. Barcelona. Plaza&Janes.
- PASCOAES, T Napoleón. Barcelona. Apolo.
- SAUVY, E. Aventuras de una mujer en el avión.
- ZWEIG, S. Momentos estelares de la Humanidad. Barcelona. Apolo.
- ZWEIG, S. Los ojos del hermano eterno. Barcelona. Apolo.

Escrites baix pseudònims (moltes vegades confoses amb traduccions)
- FORSTER, Wilhelm: El barón Trenck.
- THOMSON, T.S.A. El enigma del despertar de China. Barcelona. Apolo. 1931.